# 氮化鍶
氮化锶是由金属锶在空气（反应后得到的是氮化锶和氧化锶的混合物）或氮气中燃烧生成的。和其他金属氮化物一样，它与水反应后得到氢氧化锶和氨。

## 制备
氮化锶可由金属锶和氮气直接反应制备，反应在380℃开始进行，460℃反应速率达到最大：
{\displaystyle \mathrm {3\ Sr+N_{2}\rightarrow Sr_{3}N_{2}} }

## 反应
氮化锶和水反应放出氨气：
{\displaystyle \mathrm {Sr_{3}N_{2}+6\ H_{2}O\rightarrow 3\ Sr(OH)_{2}+2\ NH_{3}} }